# Berg im Attergau
Berg im Attergau is een gemeente in de Oostenrijkse deelstaat Opper-Oostenrijk, gelegen in het district Vöcklabruck. De gemeente heeft ongeveer 1000 inwoners.

## Geografie
Berg im Attergau heeft een oppervlakte van 20 km². De gemeente ligt in het zuidwesten van de deelstaat Opper-Oostenrijk. Het ligt ten noordoosten van de deelstaat Salzburg en ten zuiden van de grens met Duitsland.